# Поцявичюс, Дарюс
Дарюс Поцявичюс (лит. Darius Pocevičius; род. 1968) — литовский писатель, переводчик, гид-экскурсовод, литературный критик, менеджер, экономист, публицист, основатель Свободного университета (ЛУНИ), исследователь истории города Вильнюс, общественный активист. Учредитель «Литературной зимы столицы».

## Биография
Дарюс Поцявичюс родился в 1968 году. В 1990 году окончил Вильнюсский университет, факультет экономики.
С 1990 по 1991 год работал младшим научным сотрудником в Институте экономики при Академии наук Литвы. В 1991 году был советником Комитета по здравоохранению и социальным вопросам в Сейме.
С 1991 по 1992 год учился маркетингу в Университете имени Дж. У. Гетеса (Франкфурт-на-Майне). С 1992 по 1994 год был докторантом в Вильнюсском университете. С 1993 по 2000 год работал в AB «Ogmios centras», а затем директором UAB «Reklamos naujienos». В 2000-е годы организовывал фестивали и культурные мероприятия: «Литературная столица зимы», «Четырёхместная прогулка по улицам Вильнюса», «Распятый художник», «Fluxus Keturnedėlis» и др. С 2002 года работает редактором сайта www.tekstai.lt. В 2008 году стал одним из основателей Свободного университета (LUNI). Читал лекции в Литовском художественном музее, Национальном музее Литвы, Национальной картинной галерее, Вильнюсском университете и Свободном университете (ЛУНИ). С 2012 года Дарюс Поцявичюс работает в издательстве «Другие книги».
Является известным литовским активистом-организатором народных акций. Организовывал акции против войны. Организовывал акции протеста против намерения депутатов парламента страны отменить льготы НДС на книги Придерживается анархистских взглядов. Организовывал пикет в защиту задержанных в Беларуси анархистов. Редактор веб-сайтов text.com и anarchija.lt.

## Публикации

### Книги
- «Istoriniai Vilniaus reliktai 1944—1990» («Исторические реликты Вильнюса: 1944—1990 гг. Часть первая»; 2018);
- «100 istorinių Vilniaus reliktų» («100 исторических реликвий Вильнюса»; 2016). Номинация на премию мэра Вильнюса (2017);
- «Rašytojų kūjis» («Охотник писателей»; 2007);
- «Vieną kartą gyveno vienas žmogus» («Один человек когда-то жил»; 2003).

### Статьи
С 1999 года писал статьи в ряде изданий: «Северные Афины», «Литература и искусство», «7 дней искусства», «Год». Постоянно пишет для delfi.lt, lrytas.lt, tv3.lt. Некоторые из статей:
- Darius Pocevičius. Knygos ir leidyklos sovietmečiu (лит.)
- Darius Pocevičius. Knygos ir leidyklos sovietmečiu (II) (лит.)
- D.Pocevičius: sovietinis Vilniaus laikotarpis — margas, kontrastingas ir itin prieštaringas (лит.)
- Darius Pocevičius. Lietuviško kino fabriko spindesys ir krachas (лит.)
- Darius Pocevičius. Kodėl B. Sruogos «Dievų miškas» iki šiol kupiūruotas? (лит.)
- Darius Pocevičius. Nevaldoma laisvoji rinka ir griežtas valstybinis reguliavimas. Ar yra alternatyvų? (лит.)

## Переводы
- С русского:

- Эдуард Лимонов. «Это я, Эдичка» (2006),
- Александр Бренер, Барбара Шурц. «Что делать? 54 Культурные Сопротивления правительствам в технологии позднего капитализма» (2008),
- Эдуард Лимонов. «Дневник смеха» (2010),
- Борис Акунин. «Золотой отряд» (2012).

- С немецкого:

- Питер Хандке. «Пророчество» (2006),
- Ernst Jandl. «Dairė ir kašinė» (2009).